# Coimbatore
Coimbatore (hindi: कोयंबतूर, tamil: கோயம்புத்தூர், malayalam: കോയമ്പത്തൂർ, tamil: கோயம்பத்தூர், கோவை, gujarati: કોઇમ્બતુર, kannada: ಕೊಯಂಬತ್ತೂರು, marathi: कोइंबतूर, sanskrit: कोयम्बत्तूरु, teluga: కోయంబత్తూరు) är en industristad i den indiska delstaten Tamil Nadu och är centralort i ett distrikt med samma namn. Den är delstatens näst största stad och folkmängden uppgick till 1 050 721 invånare vid folkräkningen 2011, med förorter 2 136 916 invånare.
Staden ligger vid östra delen av bergspasset Palghat Gap och erövrades av britterna år 1799. Regionen kring Coimbatore är den näst mest industrialiserade i delstaten, och har fabriker för tillverkning av livsmedel och bomull.